# Samonosná karoserie

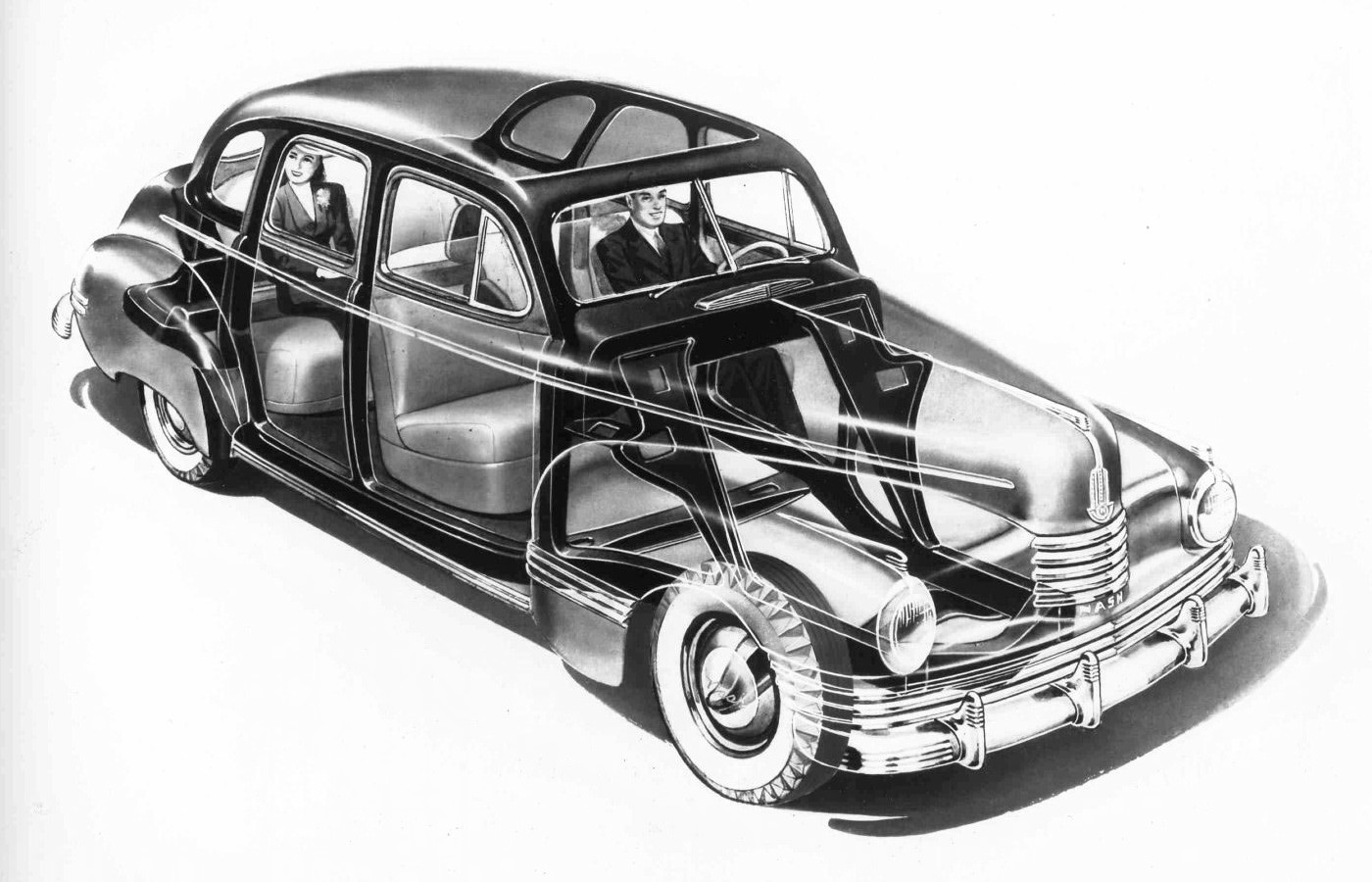
Průhled vozem Nash Ambassador (1942) ukazující skelet samonosné karoserie.

Samonosná karoserie je jeden ze tří základních druhů karoserie. Dnes u osobních automobilů plně nahradila rámovou karoserii a až na terénní vozy i polonosnou karoserii. Tvoří dostatečně tuhý, pružný prostorový celek, který nevyžaduje rám podvozku jako nosný prvek. Nápravy jsou upevněny na její spodek a motor s převodovkou je zavěšen přímo v karoserii.
Samonosná karoserie plně přejímá funkci nosného rámu: V místech upevnění náprav, motoru a převodovky má vhodné zpevnění výztuhami. Motor je uložen na pružných blocích (tzv. silentblocích, používají se kvůli utlumení vibrací a hluku přenášeného do karoserie) v upravených lůžkách.

## Historie

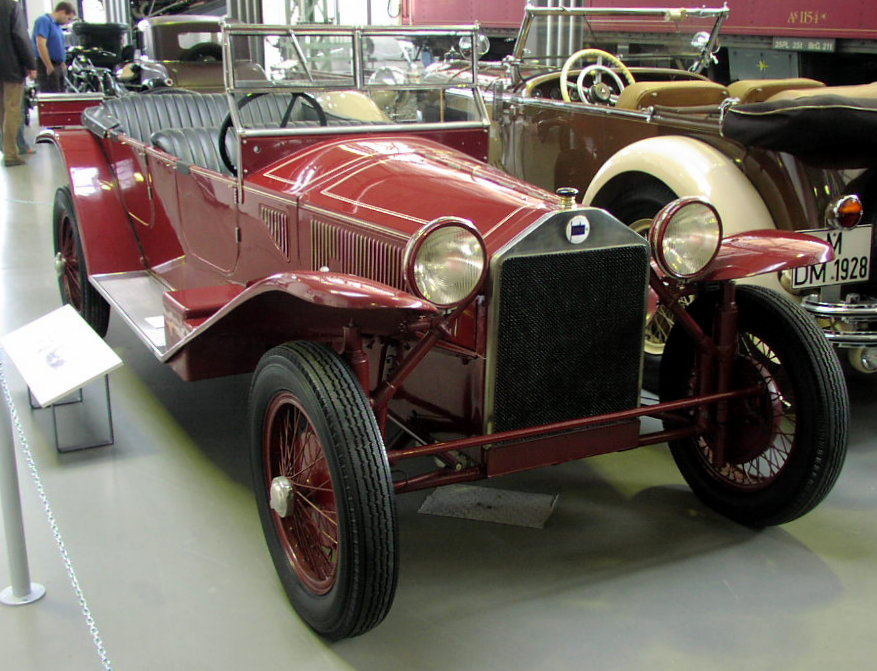
Lancia Lambda

Prvním automobilem se samonosnou karoserií byla v roce 1922 Lancia Lambda. Vozy Citroën Traction Avant (1934), Opel Olympia (1935) a Volkswagen Brouk (1938) byly prvními sériově vyráběnými automobily s celoocelovou samonosnou karoserií. Někdy je mezi tyto vozy mylně řazena i československá Tatra 77 (1934), jejíž karoserie je však ve skutečnosti pouze polosamonosná.

## Bezpečnost
K základním požadavkům patří bezpečnostní deformační zóny přední a zadní části skeletu a karosérie jako celku. Programovaná tuhost při srážce musí co nejúčinněji ztlumit energii nárazu tím, že ji pohltí na své vlastní deformace, a zpožďuje tak deformace samotné kabiny cestujících. Ta je naopak co nejtužší, aby cestující chránila a umožnila i jejich snadné vyproštění po havárii. V požadavcích na tuhost je i odolnost proti bočním nárazům. Podélné nosníky v karoserii mají vylisované vruby nebo jsou prohnuté tak, aby se deformovaly po nárazu vhodným způsobem a směrem.
Rozhoduje také požadavek minimálních mrtvých úhlů výhledu řidiče.

## Koncepce
Nejrozšířenější koncepcí je tzv. samonosný skelet. Ten je základní částí karoserie a povrchové plechy karoserie (především blatníky, čela apod.) jsou lehce odnímatelné panely přišroubované nebo nabodované. To usnadňuje karosářské práce při opravách. Této koncepce používá většina současných výrobců automobilů.

## Konstrukce
Skelet je svařován bodově, povrchově upravován proti působení koroze nebo je použito materiálů, který plně odolává korozi (pozinkovaný plech). Motor se ukládá většinou na pomocné nosníky vestavěné do karoserie. Ty jsou příčně propojeny a tvoří rámové lože. Tento způsob je vhodný tam, kde je motor s převodovkou a hnací nápravou v jednom celku.
Samonosné karoserie jsou svařované. Prahy pod dveřmi, sloupky dveří karoserie a rámy oken spolu se sklem tvoří homogenní celek, dostatečně tuhý a pružný. Značně chrání posádku vozidla před následkem havárie. Tvar sloupků, střechy, prahů a ostatních profilů je volen tak, aby vyhovoval požadavku co největší pevnosti a vhodného spojení, těsnění s ostatními díly karoserie.
Využitím počítačové techniky při konstrukci a pevnostních výpočtech se tyto hodnoty výrazně vylepšily: Samonosná karoserie umožňuje snížení celkové hmotnosti vozidla až o 10 %.[zdroj?]

### Opravy
Při opravě karosérie po havárii vozidla se vychází z jednotlivých úchytných bodů základních částí vozidla (např. náprav, motoru, dveřních závěsů apod.). Jednotlivé proměřovací roviny jsou dány výrobcem a v dílenské příručce vozidla jsou stanoveny i postupy opravy. Při samotné opravě se používá různě konstrukčně řešených opravných rámů vestavěných do podlahy dílen nebo rovnacích stolic.